# Bernhard von Mallinckrodt (Domherr)
Bernhard von Mallinckrodt (* um 1600; † 8. Mai 1676) war ein römisch-katholischer Geistlicher und Domherr in Münster.

## Leben

### Herkunft und Familie
Bernhard von Mallinckrodt entstammte als Sohn des Rembert von Mallinckrodt zu Küchen und dessen Gemahlin Agnes Freitag zu Löringhoven dem westfälischen Adelsgeschlecht von Mallinckrodt aus der Grafschaft Mark, benannt nach dem Stammsitz Burg Mallinckrodt. Sein Onkel, der Domdechant Bernhard von Mallinckrodt, war wegen eines Konfliktes mit seinem Neffen, dem Fürstbischof von Galen, aus seinem Amt entfernt worden; wegen der Namensgleichheit wird der jüngere Mallinckrodt als Bernhard von Mallinckrodt der Jüngere geführt. Heinrich, ein weiterer Onkel, war Domvikar in Münster und Domkantor in Osnabrück.

### Wirken
Am 9. Oktober 1647 kam Bernhard in den Besitz der Dompräbende des verstorbenen Domherrn Everhard Schade. Er studierte an der Universität in Angoulême und legte am 17. Juli 1652 das Studienzeugnis vor. Am 2. Mai 1664 empfing er die Niederen Weihen und wurde Subdiakon. Am 14. November 1670 kam er in den Besitz des Archidiakonats Stadtlohn, welches er jedoch am 19. November 1672 zurückgab und das Archidakonat Auf dem Drein optierte.